# SISIF
SISIF a fost revistă de cultură online (ISSN: 1842-0834), cu apariție inițială la 2 luni, fondată la Craiova în noiembrie 2002 de către un grup de studenți craioveni, îndrumați de profesorul bulgar Ivan Stankov. 
Redactor-șef al revistei Sisif a fost poetul Petrișor Militaru (câștigător al premiului de debut al editurii Scrisul românesc), iar redactor-șef-adjunct a fost Cristina Licuță.
Saitul includea articole și creații literare personale, prezentări ale evenimentelor culturale de actualitate, date despre colectivul redacțional și un forum de discuții online.
Se pare că ultima apariție a fost revista cu Nr. 30, din 1 octombrie 2011.
Situl revistei nu mai apare pe Internet.